# Kick Langeweg
Christiaan Gerrit (Kick) Langeweg, (7 maart 1937) is een Nederlandse schaker die psychologie studeerde. Hij speelt bij BSG te Bussum. Op een schaaktoernooi in Zevenaar behaalde hij de titel van internationaal meester.
In 1960 en 1961 won Langeweg het Daniël Noteboom-toernooi in Leiden, en in 1961 het sterk bezette IBM-schaaktoernooi. In 1969 was hij tweede bij het Nederlandse kampioenschap schaken. Langeweg schreef onder meer een boek over de schaakopening Siciliaans.

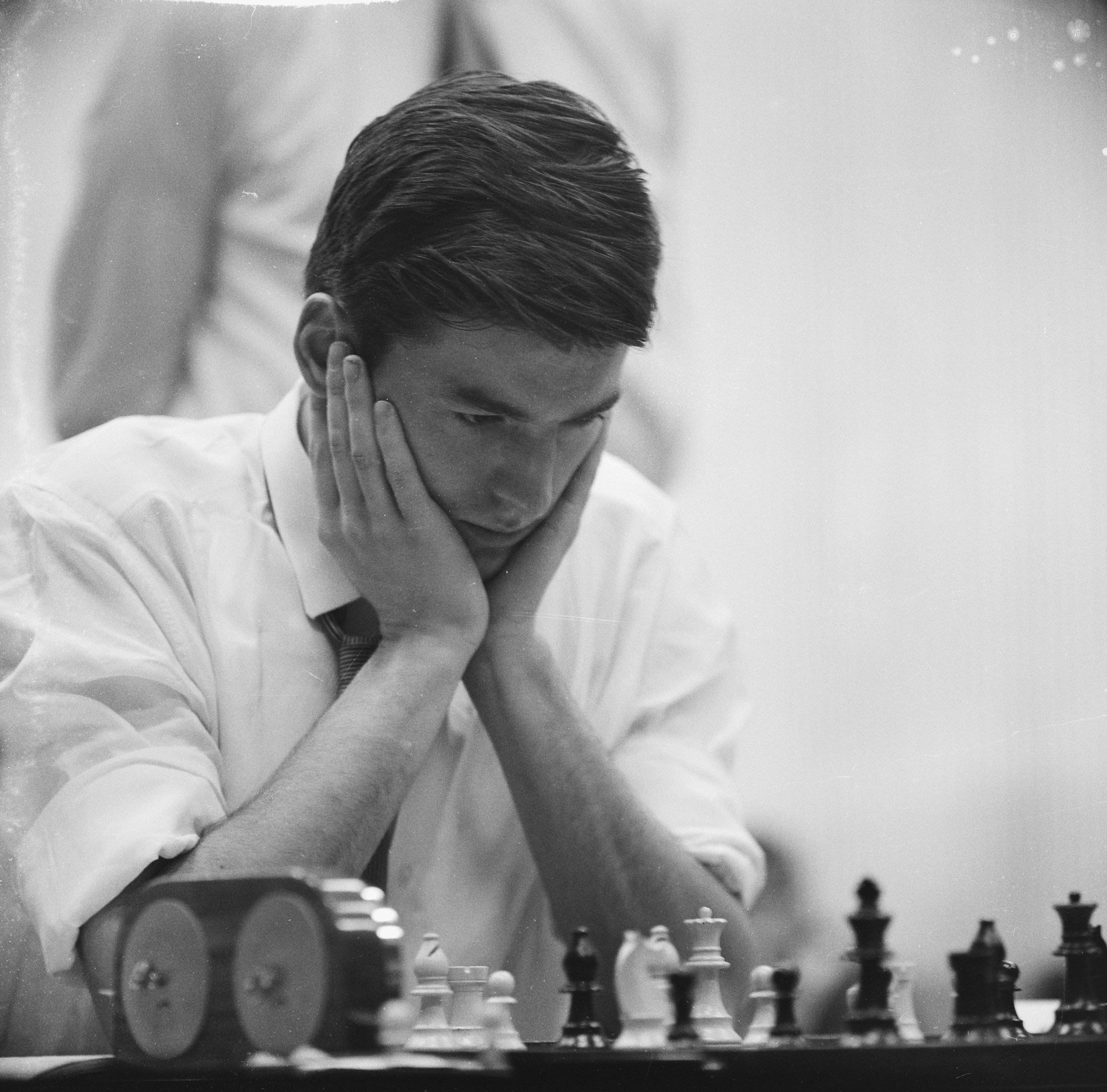
IBM-toernooi 1961
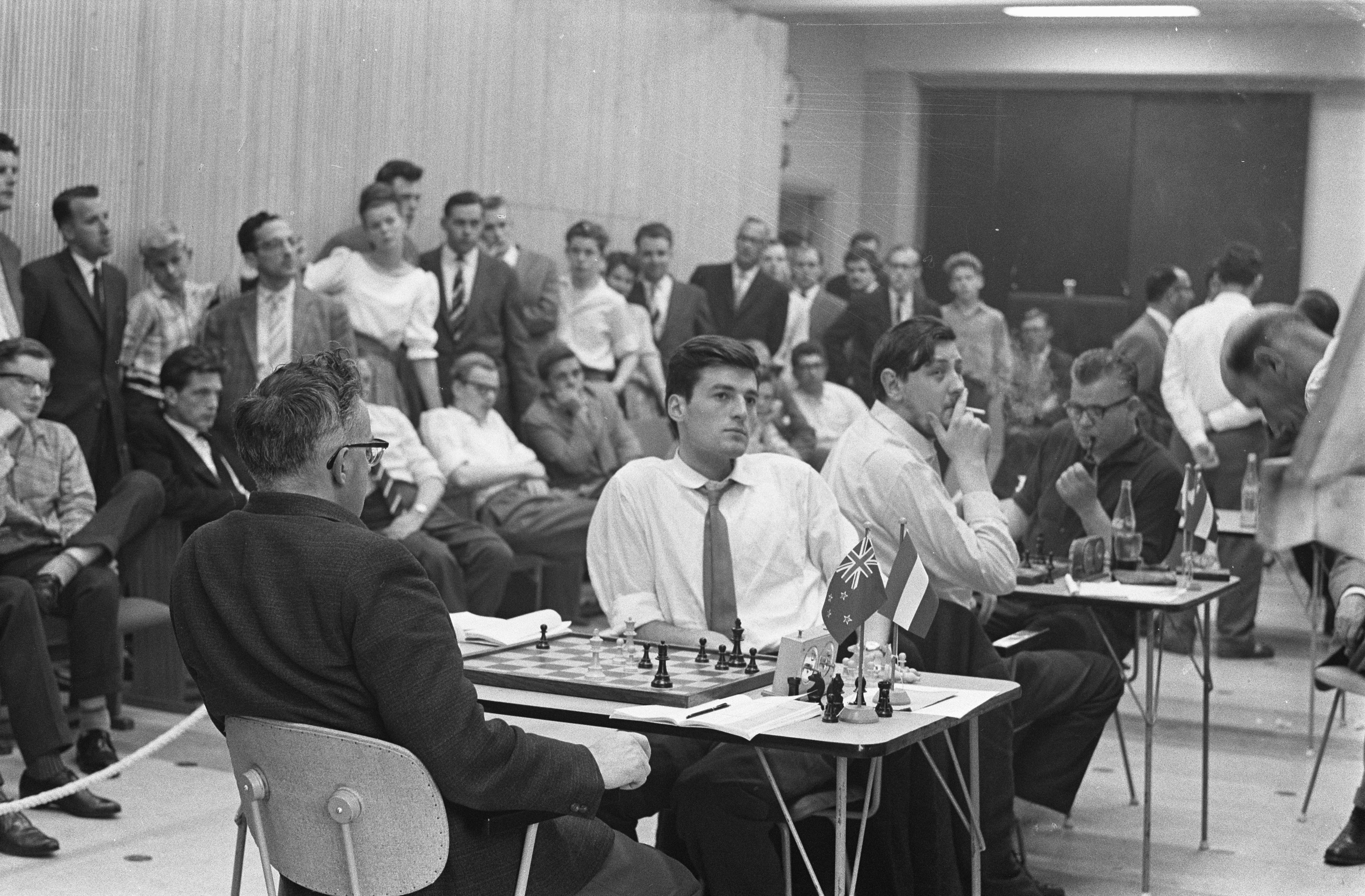
Wade, Langeweg, Donner, Enevoldsen (1961)
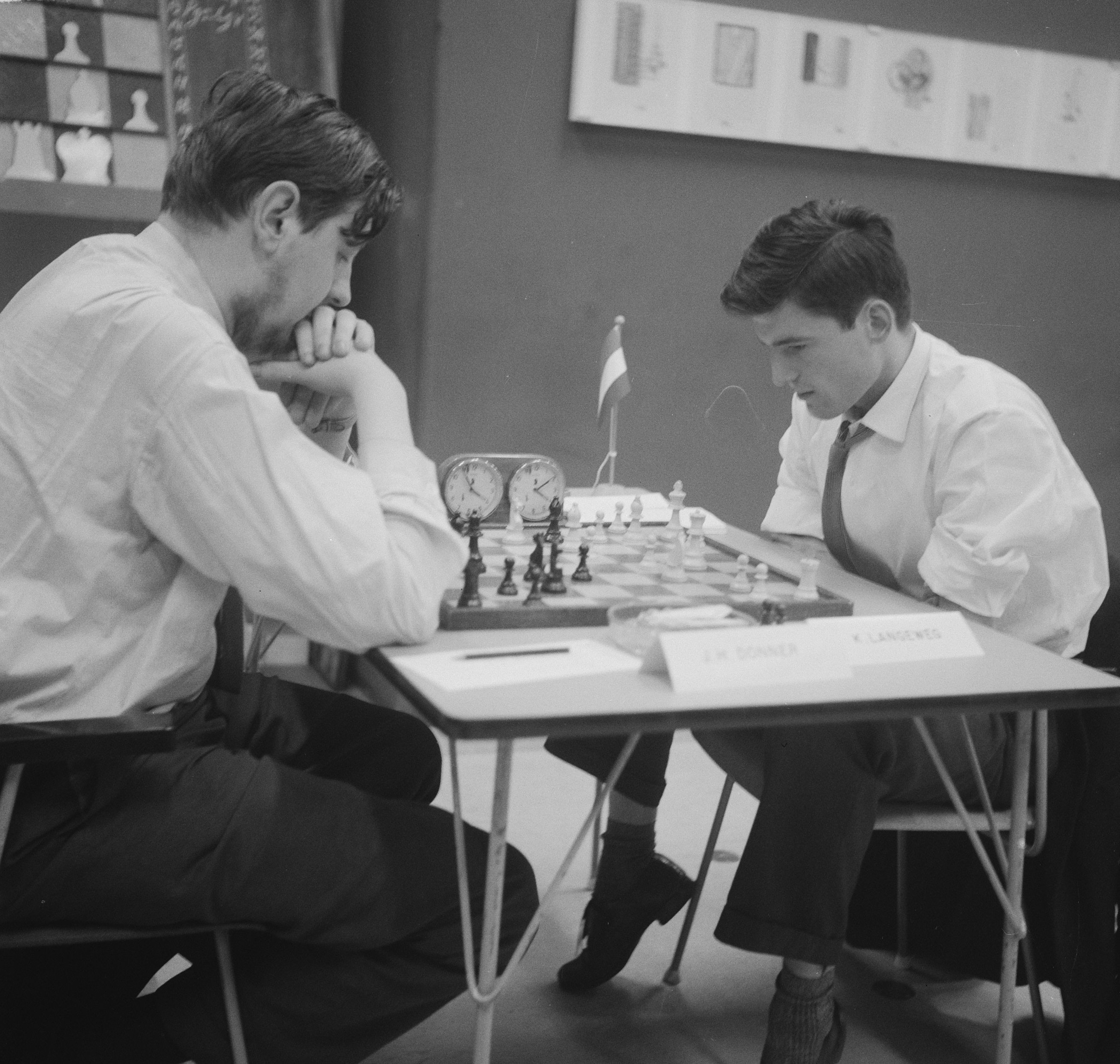
Donner vs. Langeweg
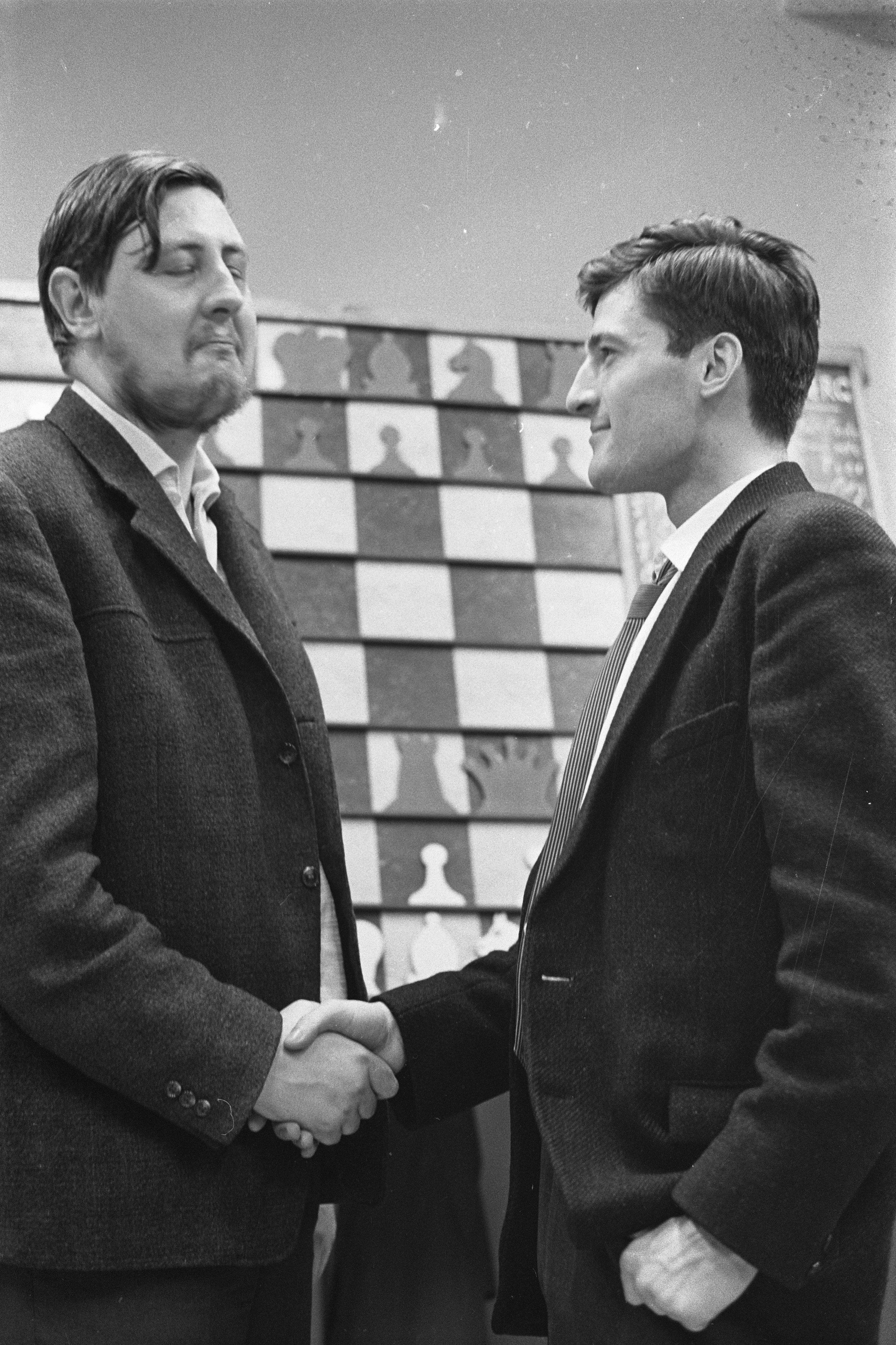
Donner feliciteert Langeweg (1961)

## Publicaties
- Kick Langeweg: Sicilian defence, 2.f4 / Siciliaanse verdediging, 2.f4 / Sizilianische Verteidigung, 2.f4. Alkmaar, Interchess, 1993. (Boek + diskette. Geen ISBN}
- Kick Langeweg: King's Indian, Sämisch variation / Konings-indisch, Sämisch variant / Königsindisch, Sämisch variante. Alkmaar, Interchess, 1995. (Boek + diskette). ISBN 90-71689-90-5